# Psivka Ravenelova
Psivka Ravenelova (Mutinus ravenelii) je vzácná, nejedlá houba z čeledi hadovkovitých (Phallaceae).

## Popis
Psivka Ravenelova se podobá psivce obecné (Mutinus caninus), má však porézní nosič zbarven růžovočerveně až karmínově. Olivově zelený teřich na klobouku nepříjemně páchne.

## Výskyt
V České republice se vyskytuje velice vzácně, většinou na humózních půdách v listnatých lesích, parcích a zahradách. Pochází ze Severní Ameriky, v Evropě byla poprvé objevena v Německu v období druhé světové války.

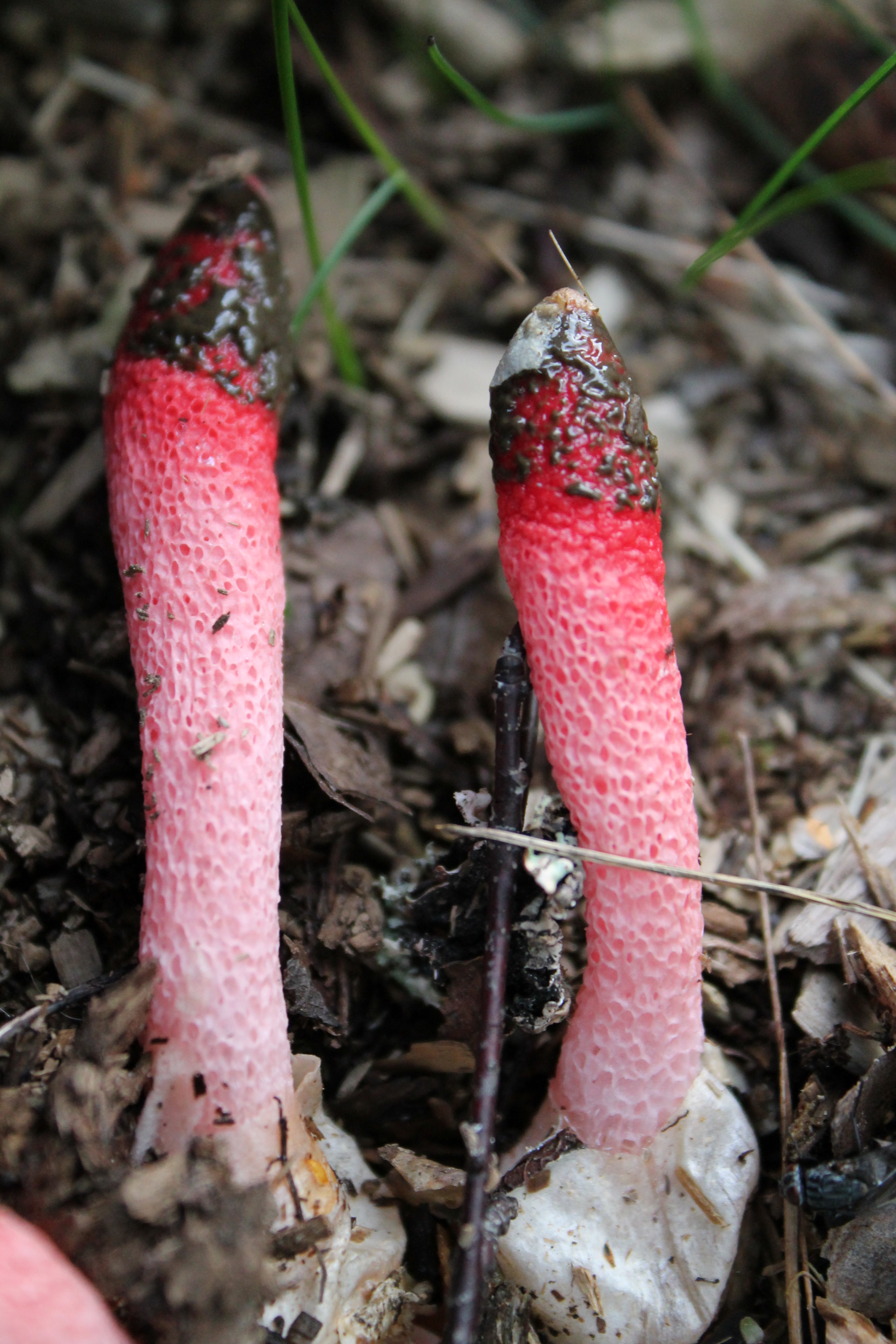
Psivka Ravenelova (Mutinus ravenelii)